# Sportåret 1901

## Händelser

### Bandy

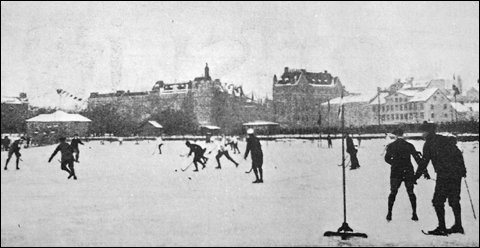
Svensk bandypremiär på Nybrovikens is.

- 12 februari - Den första organiserade svenska bandymatchen spelas på Nybrovikens is[1] mellan Stockholms Hockeyklubb och Uppsala Hockeyklubb. Man har nio spelare i lagen och använder gummiboll. Stockholm vinner med 4-1.
- Okänt datum – De första riktiga bandymatcherna i Tyskland spelas.[2]

### Baseboll
- 28 januari - American League grundas som en major league efter att dessförinnan ha varit en minor league.[3]
- Okänt datum – Pittsburg Pirates vinner National League och Chicago White Sox vinner American League.[4]

### Fotboll
- 11 april - Ett ungerskt fotbollslandslag är i farten för första gången, dock i inofficiella match, då man i Budapest förlorar med 0-4 mot engelska klubblaget Richmond AFC.[5]
- 8 september - AIK blir svenska mästare  på walkover mot Örgryte IS lag 2. Matchen skulle ha spelats på Idrottsplatsen i Göteborg.[6]

### Friidrott
- Okänt datum – Jack Caffery vinner Boston Marathon[7]

### Motorsport
- Okänt datum – Fransmannen Léonce Girardot vinner Gordon Bennett Cup med en Panhard.

### Skridskor
- 9–10 februari – De elfte världsmästerskapen i hastighetsåkning på skridskor för herrar anordnas på Djurgårdsbrunnsviken i  Stockholm  i  Sverige. 13 tävlande från fyra nationer deltar.

## Födda
- 30 januari – Rudolf Caracciola, tysk racerförare.
- 20 maj – Max Euwe, nederländsk schackspelare.
- 29 juni – Putte Kock, svensk fotbollsspelare och idrottsledare.
- 10 augusti – Mona Rüster, tysk bordtennisspelare.
- 18 augusti – Arne Borg, svensk simmare.
- 14 september – Alex James, skotsk fotbollsspelare.

## Bildade föreningar och klubbar
- 16 mars - Sandvikens AIK bildas[8]
- 17 mars - Stockholms Skridskoseglarklubb bildas på Stora Värtan.
- Okänt datum – Chicago White Sox, amerikansk basebollklubb.
- Okänt datum – IFK Umeå.

### Fotnoter
1. ↑  Åke Jönsson (25 januari 2006). ”Prinsessan på isen” (på svenska). Populär historia. https://popularhistoria.se/vardagsliv/sport/prinsessan-pa-isen. Läst 16 augusti 2011.
2. ↑  ”Germany” (på engelska). Bandytipset. https://www.oocities.org/~bandytips/English/Germany.html. Läst 2 september 2011.
3. ↑  ”Charlton's Baseball Chronology - 1901” (på engelska). Charlton's Baseball Chronology. Arkiverad från originalet den 6 april 2013. https://web.archive.org/web/20130406025016/http://www.baseballlibrary.com/chronology/byyear.php?year=1901. Läst 19 juli 2015.
4. ↑  ”The 1901 Season” (på engelska). Retrosheet. http://www.retrosheet.org/boxesetc/1901/Y_1901.htm. Läst 19 juli 2015.
5. ↑  ”Hungary - Unofficial International Matches” (på engelska). RSSSF. http://www.rsssf.com/tablesh/hong-unoff-intres.html. Läst 20 augusti 2011.
6. ↑  Jimmy Lindahl (26 april 2000). ”Svenska mästare i fotboll 1896–1925”. Bolletinen. http://www.bolletinen.se/sfs/allsvenskan/sm1896.pdf. Läst 10 oktober 2011.
7. ↑  ”Boston Marathon History: 1897-1900”. www.baa.org. Boston: Boston Athletic Association. 2011. Arkiverad från originalet den 10 april 2013. https://web.archive.org/web/20130410224153/http://www.baa.org/races/boston-marathon/boston-marathon-history/race-summaries/1897-1900.aspx. Läst 2 mars 2011.
8. ↑  Martin Alsiö (26 april 2004). ”De allsvenska klubbarnas födelsedagar”. Bolletinen. http://www.bolletinen.se/sfs/allsvenskan/grundades.pdf. Läst 18 februari 2015.